# Portret Joaquiny Téllez-Girón, córki książąt Osuny

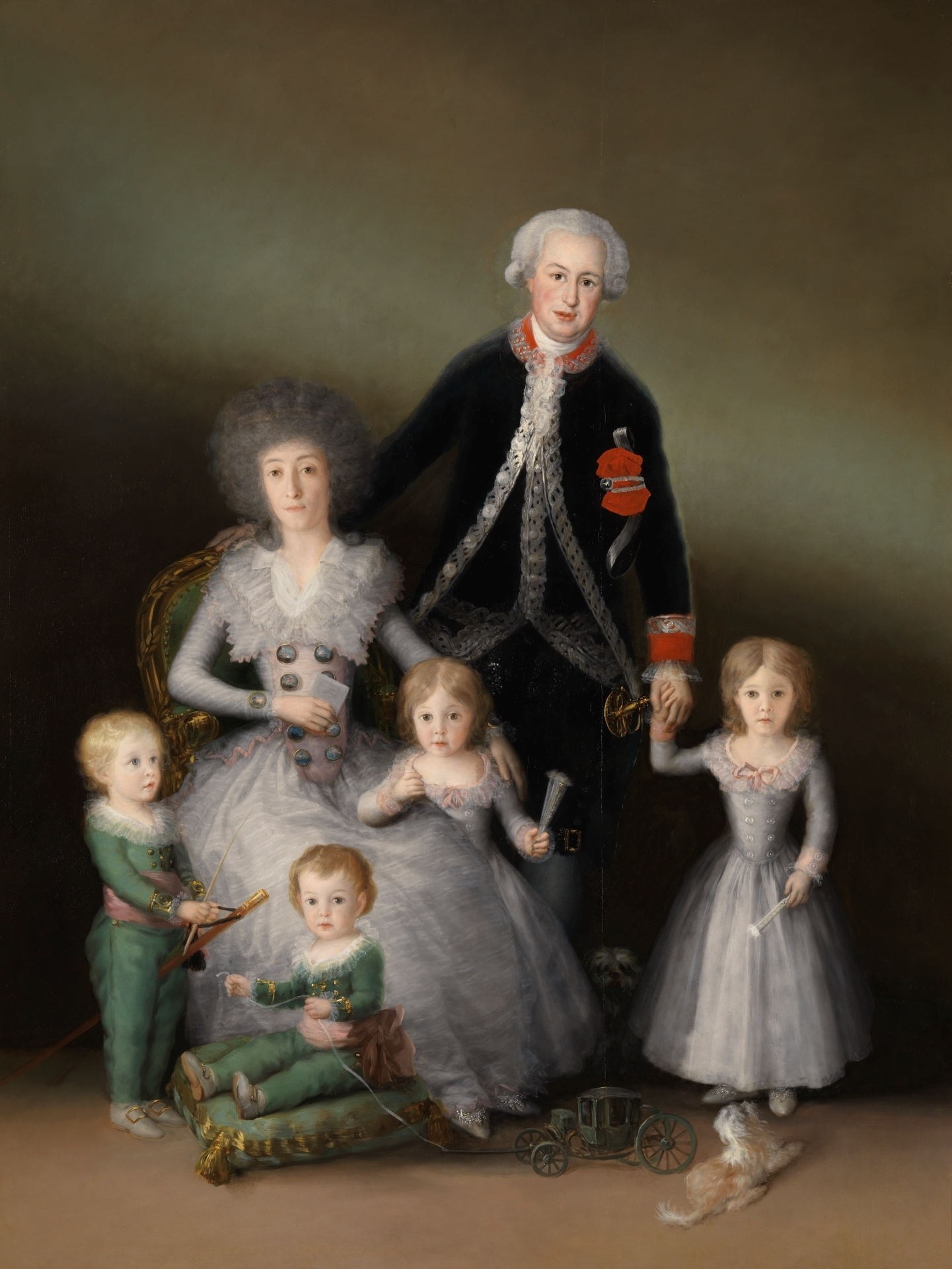
Książę i księżna Osuny z dziećmi, Francisco Goya, 1788. Czteroletnia Joaquina stoi przy matce.

Portret Joaquiny Téllez-Girón, córki książąt Osuny (hiszp. Joaquina Téllez-Girón, hija de los IX duques de Osuna) – obraz olejny z 1798 roku namalowany przez Agustína Esteve. Portret przedstawia nastoletnią hiszpańską arystokratkę Joaquinę Téllez-Girón y Pimentel i znajduje się w kolekcji Muzeum Prado.

## Joaquina Téllez-Girón y Pimentel
Joaquina Téllez-Girón y Alfonso-Pimentel, hrabina Osilo (1784–1851) była hiszpańską arystokratką. W 1801 poślubiła José Gabriela de Silva Bazána y Waldsteina, przyszłego X markiza Santa Cruz i pierwszego dyrektora Prado. Była damą podziwianą ze względu na urodę, a także wzorowe oświeceniowe wychowanie właściwe dla arystokratki. Była utalentowana muzycznie; do jej zainteresowań należała literatura, zwłaszcza liryka, pasjonowała się także korridą. Jako dojrzała kobieta i dama Orderu Królowej Marii Ludwiki w latach 1834–1841 zajmowała dworskie stanowisko camarera mayor, damy najbliższej królowej, odpowiedzialnej za jej osobę i pokoje. Była także guwernantką dzieci Ferdynanda VII: Izabeli II i infantki Ludwiki Ferdynandy. Zmarła w Madrycie w 1851.

## Okoliczności powstania
W ostatniej ćwierci XVIII wieku Esteve był jednym z najbardziej wziętych malarzy portrecistów wśród dworskiej arystokracji, popularnością ustępował jedynie Goi. Wśród jego mecenasów szczególną rolę odegrali należący do czołowych przedstawicieli hiszpańskiego oświecenia książę i księżna Osuny – Pedro i María Josefa Pimentel y Téllez-Girón, rodzice sportretowanej Joaquiny. Jej podobizna należy do grupy czterech portretów dzieci książąt, których namalowanie zlecili Esteve. Portret Joaquiny jest pendantem portretu jej starszej siostry Josefy Manueli, markizy de Marguini.

## Opis obrazu
Joaquina została przedstawiona en pied. Prawe ramię opiera na stojącym na stole globusie, co może świadczyć o zainteresowaniu geografią, popularną dyscypliną w okresie oświecenia. Jej strój jest prosty i elegancki, ma na sobie suknię w stylu greckim, według francuskiej mody z okresu dyrektoriatu. Włosy luźno opadające na ramiona i plecy są namalowane w naturalny sposób. O wieku modelki informuje inskrypcja w lewym dolnym rogu „Su edad 13 años y 4 meses. Esteve” (Jej wiek 13 lat i 4 miesiące. Esteve). Półotwarte drzwi w tle mogą być zarówno wejściem do pokoju, jak i symbolem otwartości na życie, które dla wykształconej dziewczynki w rzeczywistości oznaczałoby wejście do arystokratycznego społeczeństwa.
Wyróżnia się harmonia chromatyczna oparta na niebieskawych szarościach służącej za tło wielkiej zasłony i białawych odcieniach sukni, z akcentem czerwonawej barwy drewna w oprawie globusa.

## Proweniencja
Obraz należał do książąt Osuny, a następnie do ich potomków. W 1934 rząd Hiszpanii nabył dzieło od Franciski Gutiérrez z przeznaczeniem do kolekcji Muzeum Prado.